# Annunciazione del corridoio Nord

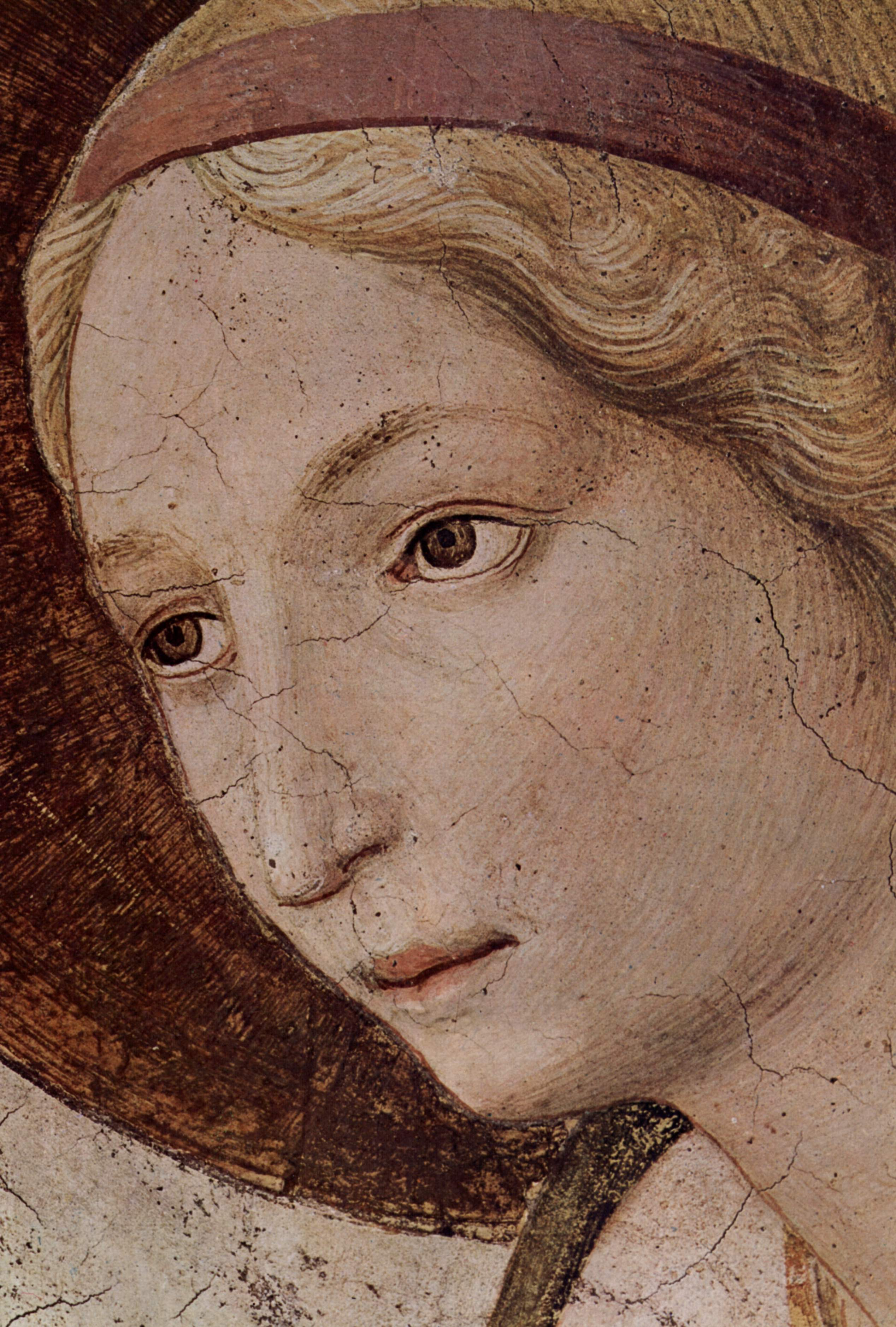
Vergine, dettaglio

L'Annunciazione del corridoio Nord è un affresco di Beato Angelico nel convento di San Marco, situato al primo piano, proprio davanti alle scale. L'opera, che misura 230 × 321 cm, è di datazione incerta, che oscilla tra gli anni 1440 e il periodo dopo il ritorno dal soggiorno romano, dopo il 1450. Si tratta una delle opere più famose del maestro ed uno dei migliori esiti in assoluto su questo soggetto.

## Descrizione e stile
L'Annunciazione è ambientata in un portico che dà su un cortile su un giardino chiuso da una palizzata (allusione all'hortus conclusus che simboleggia la verginità di Maria) oltre il quale si vede un boschetto con cipressi, similmente agli sfondi delle Annunciazioni su pala degli anni 1430 (Annunciazione del Prado, di Cortona e di San Giovanni Valdarno). L'architettura è più che mai impostata alla semplice eleganza rinascimentale, con il punto di fuga all'interno del portico stesso e con le colonne più massicce del solito. L'ambientazione è spoglia ed essenziale, come la stanzetta che si apre alle spalle della vergine. L'unica nota decorativa è data dai capitelli, resi con un forte accento sulla luce, e sono sia ionici che corinzi: un richiamo agli ordini architettonici trattati da Leon Battista Alberti nelle sue opere, che alcuni hanno messo in relazione con opere del soggiorno romano come l'affresco di Santo Stefano che riceve il Diaconato.
Un elemento di innovazione è la disposizione dei protagonisti lungo una diagonale, che partecipano così in maniera più efficace allo spazio, mentre riprendono opere anteriori, come l'Annunciazione della cella 3, l'umile gesto di Maria, in bilico tra accettazione e soggezione, e la sobrietà dell'Angelo, che risponde al gesto di Maria con una posizione analoga delle braccia in segno di sottomissione. Le parole dell'Annunciazione sono dipinte in basso, vicino alla base della colonna centrale, più o meno all'altezza degli occhi dello spettatore. Poco sotto, sullo spessore del gradino, si trova un'incitazione alla preghiera: VIRGINIS INTACTAE CUM VENERIS ANTE FIGURAM PRETEREUNDO CAVE NE SILEATUR AVE ("Quando passerai davanti alla figura della Vergine intatta, stai attento di non dimenticare di dire l'Ave Maria").
Il pittore vi usò la costosa azzurrite e mise anche inserti in oro. Notevole è la monumentalità delle figure, isolate nello schema prospettico del porticato, con un forte senso di silenziosa spiritualità.